# ロバート・ビバリー・ヘイル
ロバート・ビバリー・ヘイル（Robert Beverly Hale、1901年 - 1985年11月14日）は、アメリカの芸術家で、メトロポリタン美術館のアメリカ絵画の学芸員であり、アート・スチューデンツ・リーグ・オブ・ニューヨークの美術解剖学講師。いくつかのよく知られた美術解剖学の書籍の著者。
ヘイルは、マサチューセッツ州ボストンの名のある家庭に生まれ、ニューヨークで育ち、コロンビア大学で学び、大学院は建築を学んだ。彼はまた、アート・スチューデンツ・リーグでジョージ・ブリッジマンとウィリアム・マクナルティの元に学び、パリのソルボンヌ大学へ留学もした。
1942年から1949年に美術情報誌の編集をした。1949年にメトロポリタン美術館の現代アメリカ美術の学芸員になった。長くアート・スチューデンツ・リーグでドローイングと解剖学講義の講師を務め、コロンビア大学でドローイングの非常勤講師を務めた。彼は、明暗法の原理や生体の観察を教え、生徒たちに自然物を、円柱や正方形や球の塊の概念として見て描くことを奨励した。彼の等身大での人体ドローイング実演を含むアート・リーグでの講義は、彼の師であり前任者であったジョージ・ブリッジマンを踏襲している。
ヘイルのドローイング実演講義は、スタンフォード美術館やニューヨークのステンフィギャラリーで注目を集めた。
ドローイングに関するいくつもの著書に加えて、ヘイルはブリタニカ百科事典のドローイングの項目やグロリア百科事典のアメリカ絵画史の序文を含む多くの記事を著した。また、ニューヨーカー誌やマドモアゼル誌に詩や小説を発表した。
ヘイルの講師、学芸員、そして芸術家としての経歴は互いに影響していた：ヘイルはこう言っている。「デ・クーニングは、イースト・ハンプトンの私の狭い作業場に来て、私が解剖学について話すことで多くの人をだめにしている、と言った。」

## 出版書籍
- Anatomy Lessons from the Great Masters by Robert Beverly Hale and Terence Coyle. New York: Watson-Guptill Publications, 1977. ISBN 0-8230-0222-5
- Drawing Lessons from the Great Masters by Robert Beverly Hale. New York: Wason-Guptill Publications, 1989. ISBN 0-8230-1401-0
- Artistic Anatomy by Dr. Paul Richer, translated by Robert Beverly Hale. New York: Watson Guptill Publications, 1971. ISBN 0-8230-0297-7